# Міжнаціональний шлюб
Міжнаціональний шлюб або міжнародний шлюб — шлюб між двома людьми з різних країн або національностей. Це може бути або шлюб між двома людьми однієї національності з двох країн, які живуть в одній країні, або шлюб між двома людьми з двох країн, які належать до різних національностей.

## Історія
Міжнаціональний шлюб був засвідчений з давніх часів, часто у випадках, коли королівські родини намагалися укласти союзи одна з одною. Наприклад, Гермодика I (бл. 800 р. до н. е.) і Гермодика II (бл. 600 р. до н. е.), грецькі принцеси з дому Агамемнона, виходили заміж за монархів із території сучасної центральної Туреччини. Ці об'єднання привели до впровадження новаторської технології для стародавніх греків. Шлюб Гермодики І познайомило Грецію з фінекійським письмом, тоді як шлюб Гермодики II познайомило Грецію з використанням монет (використання символічної валюти, вартість якої гарантується державою). Обидва винаходи були швидко сприйняті навколишніми країнами через торгівлю та співпрацю та принесли фундаментальну користь прогресу цивілізації.
Зовсім недавно міжнаціональні шлюби стали результатом зростаючої глобалізації. Глобалізація призвела до збільшення трудової міграції, посилення комунікації та збільшення кількості ситуацій, коли іноземці вступають в контакт один з одним. Міжнаціональні шлюби стають все більш поширеними в регіонах, де класові та племінні відмінності стають менш суворими.
Однак існує багато бар'єрів і обмежень для міжкультурних, міжплемінних чи міжрасових шлюбів, а особливо для міжнаціональних шлюбів. Люди, як правило, одружуються з тими, хто схожий на них, причому культури допускають, а деякі закони дозволяють шлюби між двоюрідними братами і сестрами. Дивно, але міжнародні шлюби за домовленістю між двоюрідними братами і сестрами (та іншими родичами) укладаються частіше в країнах, які проводять політику міграції та возз'єднання сімей. Ця форма міжнаціональних шлюбів відбувається між націями, але в межах культур, що дозволяє етнічним спільнотам залишатися життєздатними, навіть перебуваючи далеко від батьківщини.
У Сполучених Штатах дані про шлюбність іммігрантів збираються з початку XX століття. Соціолог Юліус Драхслер зібрав дані про 100 000 шлюбів у Нью-Йорку між 1908 і 1912 рр. Він виявив, що менш ніж один з десяти наречених, народжених за кордоном, одружувався з нареченою, яка народилася в Америці і має американських батьків. У 2007 році приблизно кожен четвертий одружений іммігрант мав дружину, народжену в Сполучених Штатах. Існує вищий рівень шлюбів для іммігрантів з більш розвинених країн, що свідчить про більшу здатність до культурної асиміляції.

## Історичні та релігійні установки
За біблійним оповіданням, Бог Авраама наказав ізраїльтянам уникати одруження з представниками семи народів, що населяли землю Ханаан. Це було пов'язано зі страхом, що такі союзи змусять їх поклонятися богам цих народів.
Допускалися шлюби з представниками інших народів. У Біблії є кілька прикладів міжміжнаціональних шлюбів, як-от фараон подарував Йосипу єгиптянку, Рахав, повія з Єрихону, вийшла заміж за Саломона, ставши предком Христа, моавітянка Рут вийшла заміж за Боаза — також ставши предком Христа, а цар Соломон одружився з дочкою фараона. Цар Соломон був покараний Богом за те, що він сприяв поклонінню своїх дружин своїм богам в Ізраїлі, а потім поклонявся разом з ними. Самсон одружився на філістимлянці. Книга Ездри говорить єврейським вигнанцям розлучитися з іноземними дружинами, з якими вони одружилися у Вавилоні. Сестра Моїсея, Міріам, критикує його за те, що він одружився на кушитці, але потім її проклинає Бог за її критику.
Закони Ману, релігійний документ для індоарійських брахманів, які вторглися в Індію, розповідають про те, як підтримувати себе в чистоті, а також вступати в шлюби з корінними народами, щоб створити кастову систему. Непальський антрополог пише про те, як чоловік-брахман може одружитися з чотирма дружинами з різних каст і тримати окремі приміщення для їжі та проживання своїх дружин і дітей з різних каст. Його діти та онуки, народжені від жінок нижчих каст, матимуть ще нижчий статус і не будуть навчатися законів. Єдина соціальна мобільність — низхідна.
Окремий аспект змішаних шлюбів або міжкультурних союзів стосується тих, хто вирішив одружитися зі своїми двоюрідними родичами. Вони вступають у такі шлюби, щоб підтримувати соціальну та економічну згуртованість у своїй родині. Останнім часом ця практика стала технічно міжнаціональною через різницю в громадянстві. Приклад міжнаціонального шлюбу, який зберіг сім'ю, був серед європейських королівських осіб. Королева Вікторія мала онуків у багатьох європейських державах, пов'язуючи королівські династії, і її називали «бабусею Європи». Більш свіжі приклади походять від масової міграції з менш розвинених регіонів світу до більш розвинених регіонів, чому сприяла політика возз'єднання сімей. Досить поширеною практикою серед іммігрантів з Південної Азії до Великої Британії чи США є укладення шлюбів з кимось, хто живе «вдома», щоб зберегти культуру та традиції в їхній родині.

## Сучасні погляди
Міжнаціональний шлюб став дискусійною темою в деяких регіонах через збільшення його поширеності. Приймаючі країни запровадили політику возз'єднання сімей, що викликало занепокоєння щодо культурної асиміляції. Одруження з вихідцем із рідної країни дозволяє іммігрантам зберегти свою культурну спадщину та ідентичність, що, на думку деяких, є перешкодою для асиміляції. Крім того, існують побоювання щодо автентичності деяких міжнаціональних шлюбів. Деякі підозрюють, що подружжя, які не мають громадянства, можуть використовувати шлюб як спосіб отримати легальний статус у країні перебування. Іншою важливою проблемою є розлучення сімей через юридичні проблеми, такі як депортація або затримання одного з подружжя. Існують різні правові проблеми, пов'язані з міжнаціональними шлюбами, включаючи право залишатися в одній країні.

### Міжнародні шлюби та Інтернет
За останні десятиліття Інтернет сприяв збільшенню міжнаціональних шлюбів і зареєстрованих партнерств міжнародних пар.
Інтернет-послуги, будь то шлюбні агенції чи сайти для замовлення наречених поштою, що спеціалізуються на міжнародних весіллях і шлюбах, можна згрупувати у дві основні категорії: a) Сайти та додатки, орієнтовані на конкретні країни, де люди з інших країн шукають партнерів з певної країни, яку охоплює ця послуга. Наприклад, є кілька сайтів, які дозволяють замовляти наречених зі Східної Європи (таких країн, як Україна, Молдова), Росії, Південно-Східної Азії та Латинської Америки. Ці сайти популярні серед наречених, які мають глибоку спорідненість з певною країною, з її культурою та мовою, або яким подобається, як виглядають люди, особливо жінки, з цих країн.
b) Сайти, що не стосуються певної країни, де люди мають можливість зустрітися з людьми з різних країн.

## Діти третьої культури

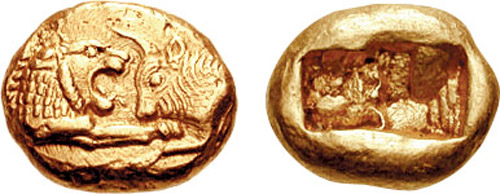
Золота крезеїда Креза близько 550 р. до н. е. із зображенням лідійського лева та грецького бика — частково на знак визнання міжнаціонального походження.

Іммігранти також можуть забирати з собою сім'ї. Це означає, що їхні діти ростуть у різних країнах, вивчають іншу культуру і мову, часто почуваючись у приймаючій країні більше як удома, ніж у своїй «рідній» країні. Ці діти, яких називають дітьми третьої культури, часто відчувають спорідненість з тими, хто також жив у кількох країнах і культурах, і, як правило, одружуються з людьми різного походження, незалежно від їхньої національності та громадянства.
Інші вирішують укласти міжнаціональний шлюб, не проживши довго в новій країні. Подорожі призводять до міжнаціональних стосунків, шлюбів і навіть сімей, хоча невідомо, наскільки поширеними є такі результати.

## Дебати
Існує певна дискусія щодо того, чи повинні національні закони перешкоджати або заохочувати міжнаціональні шлюби. Зараз укласти міжнаціональний шлюб може бути юридично важко. Існує багато перешкод, наприклад, в Індонезії подружній парі може бути дуже важко, якщо чоловік не індонезієць. У зв'язку зі збільшенням числа міжнаціональних шлюбів політики в різних країнах починають замислюватися над тим, чи варто їм заохочувати або перешкоджати міжнаціональним шлюбам.
Підстави для відмови від міжнаціональних шлюбів такі:
- Фальшиві шлюби відбуваються для отримання громадянства або торгівлі людьми.[6][11]
- Шлюби є міжкультурними, тому діти або подружжя можуть бути не такими лояльними чи патріотичними до нової країни.
- Відсутність асиміляції та створення гетто, якщо іммігранти другого та третього покоління все ще одружуються з вихідцями з країни їхніх предків.[5]

Підстави для заохочення міжнаціональних шлюбів такі:
- Міжнаціональний шлюб відновлює розширені родини або навіть людей подібного походження, які живуть по всьому світу.
- У все більш глобалізованому світі вони сприяють збільшенню культурної та професійної різноманітності та творчості.
- Це допомагає відносинам між країнами, зміцнюючи торгівлю та контакти, або, у разі війни, дозволяє одній країні більше знати про іншу (випадок кібей чи японських американців під час Другої світової війни).
- Люди все частіше одружуються поза національними кордонами, а суворі закони просто розривають сім'ї.[7][12]

## За країнами

### Пакистан, Афганістан
Часто зустрічається серед пуштунських і белуджських племен поблизу лінії Дюранда, де часто зустрічаються шлюби між транскордонними відповідними культурами. Пересадка людей на кордоні є спірним питанням, яке постійно триває між двома країнами.

### Японія
Приблизно 2,25 % жителів Японії є іноземцями багато з яких одружилися з японськими громадянами в результаті проведення часу, живучи та працюючи в Японії.
За даними Міністерства юстиції, тільки в 2010 році в шлюбі з японцями одружилися 2 096 росіян, 404 українці, 56 білорусів і 22 узбеки. Приблизно від 3 000 до 5 000 російськомовних подружжя одружені з японцями.

### Китай
У Китаї кілька українок і росіянок також продають як наречених поштою.

### Швейцарія
Що стосується шлюбу, іноземці в країні не стикаються з надто великими юридичними обмеженнями. Як резиденти, так і нерезиденти Швейцарії можуть відносно легко одружитися.

### США
У федеральному законі Сполучених Штатів Закон про регулювання міжнародних шлюбних посередників регулює міжнародні шлюби, головним чином для обмеження зловживання інститутом шлюбу для імміграції в країну.

### Сінгапур
Звичайним є те, що китайці одружуються з індіанцями, в результаті чого виникає нова етнічна культура під назвою чиндіанці. однак діти зі згаданого союзу повідомили, що стикаються з залякуванням і депресією, оскільки вони не знають, до якої культури їм слід прихилитися.

### Подальше читання
- Amster, Matthew H.; Lindquist, Johan (April 2005). Frontiers, Sovereignty, and Marital Tactics: Comparisons from the Borneo Highlands and the Indonesia-Malaysia-Singapore Growth Triangle. Asia Pacific Journal of Anthropology. 6 (1): 1—17. doi:10.1080/14442210500074846. Процитовано 16 липня 2008.
- Yang, Yung-Mei; Wang, Hsiu-Hung (September 2003). Life and Health Concerns of Indonesian Women in Transnational Marriages in Taiwan. Journal of Nursing Research. 11 (3): 167—76. doi:10.1097/01.JNR.0000347633.72476.4a. PMID 14579194.
- Mand, Kanwal (July 2002). Place, Gender and Power in Transnational Sikh Marriages. Global Networks. Blackwell Publishing. 2 (3): 233—48. doi:10.1111/1471-0374.00039.
- Lam, Theodora; Yeoh, Brenda S. A.; Law, Lisa (22 квітня 2002). Sustaining families transnationally: Chinese-Malaysians in Singapore. Asian and Pacific Migration Journal. 11 (1): 117—43. doi:10.1177/011719680201100106. ISSN 0117-1968. Процитовано 16 липня 2008.